# Váradi béke
A váradi béke I. Ferdinánd és I. János magyar királyok között Nagyváradon megkötött békeszerződés 1538. február 24-én.

## Előzményei
A két magyar király, I. Ferdinánd és Szapolyai János hosszú küzdelem után felismerte, hogy egyikük sem tudja legyőzni a másikat, így kiegyezésre törekedtek. 1538-ban Váradon a két uralkodó titkos megállapodást kötött. 1537 végén V. Károly császár követe, a magyar ügyekben komoly jártasságot szerzett Johannes von Weeze lundi érsek – hogy az ország két ellenséges királya között békét közvetítsen – tárgyalásokat kezdett Sárospatakon, amelyeken György barát, Frangepán Ferenc kalocsai érsek, Brodarics István váci püspök és Perényi Péter, a Szapolyai-párt egyik vezére is részt vett. 1538 első napjaiban Nagyváradra mentek át, itt Werbőczy István és Statileo János erdélyi püspök is bekapcsolódott a tárgyalásokba, amelyek végül eredményre vezettek. Ferdinánd királyt Leonhard von Fels tábornagy, Észak-Magyarország katonai főparancsnoka, a császárt Weeze érsek, magyarországi ügyekben meghatalmazott nagykövet és miniszter képviselte. A Habsburg-ház és Szapolyai képviselői 1538. február 24-én megkötötték a békeszerződést.

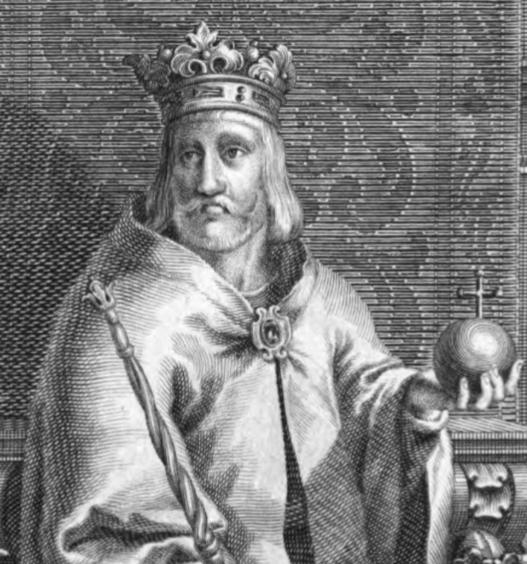
Szapolyai János király (1535. körül)
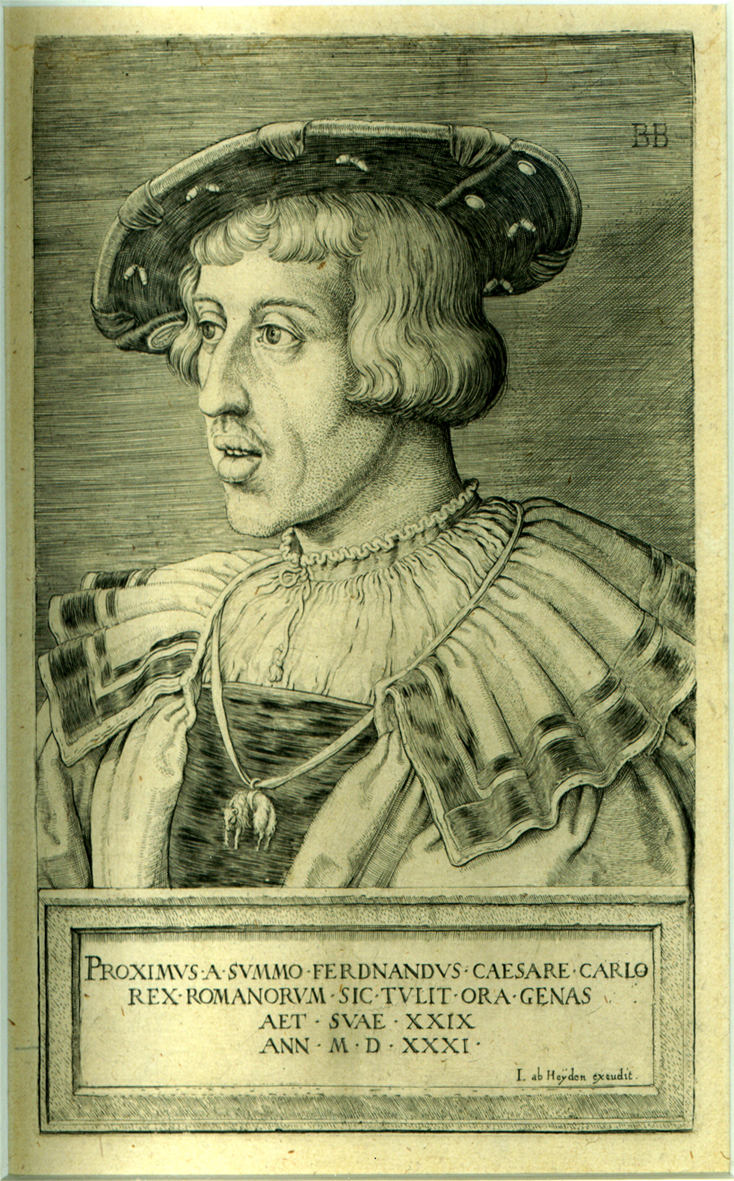
I. Ferdinánd, Ausztria főhercege (1531 körül)
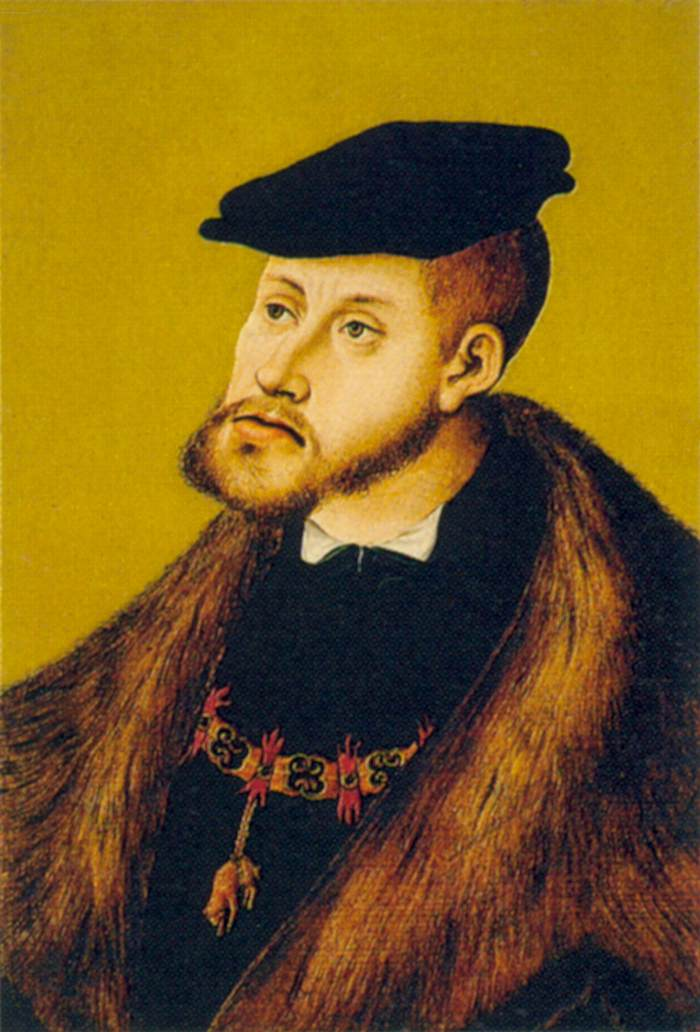
V. Károly német-római császár (1534 k.)

## A szerződés tartalma
A szerződés két részre osztotta az országot: a keleti rész I. Jánosé, a nyugati rész I. Ferdinándé lett. Ezen kívül kimondta, hogy I. János magyar király halála után az egész ország Habsburg Ferdinándra száll. I. János ekkor már idős volt, és mivel sem felesége, sem örököse nem volt, elfogadta ezt a szerződést.
„Minthogy pedig magyar királlyá választásunkkor megígértük, hogy tiszteletben tartjuk Magyarország jogait és szabadságait, s erről az országnak és párfeleinknek levelet is adtunk, kötelesek leszünk ily levelet adni e béke s az országlakosok esküjének kihirdetésekor azoknak is, akik János király halála után, amikor az ő utódává leszünk, engedelmességünkre térnek.”
A szerződésbe (a biztonság kedvéért) belevették azt is, hogy ha I. János magyar királynak fia születne, akkor őt kárpótolni kell egy német hercegséggel. A megállapodást I. János érdekei miatt titokban kellett tartani, a Habsburg–magyar egyezség ugyanis kihívta volna I. Szulejmán oszmán szultán haragját.

## Következményei

A Magyar királyság területe a váradi Béke után 1550 körül

Az egyezményt azonban egyik fél sem vette komolyan. Szapolyai nem hitt benne, hogy Ferdinánd és Károly császár a szerződés kihirdetését követően várható török támadás elhárítására elegendő erőt tudnak Erdély védelmére küldeni, emellett még mindig reménykedett saját dinasztiája megalapításában. Így 1539. március 2-án feleségül vette Jagelló Izabellát, I. Zsigmond lengyel király leányát. A fejleményekről értesülve bosszúból I. Ferdinánd személyes küldöttjét, Laszky Jeromost küldte Konstantinápolyba, hogy a szultánt részletesen tájékoztassa a váradi békekötésről. Ferdinánd motivációja az árulásra feltehetően az lehetett, hogy a szultán ne nyújtson segítséget Jánosnak, Ferdinánd ellenében.
Szapolyai Jánosnak 1540. július 7-én fia született, de két héttel ezután János király meghalt (valószínűleg szívszélhűdésben). Végakaratában meghagyta hű tanácsadójának, Fráter Györgynek, hogy ne tartsa be a váradi béke passzusait, hanem fiát, János Zsigmondot juttassa a trónra. A szerzetes Fráter György nagyon ügyes politikus volt. Török segítséggel igyekezett megvédelmezni Magyarországot Ferdinándtól, aki katonai erővel próbált érvényt szerezni a váradi szerződésnek. 1541-ben azonban I. Szulejmán szultán csapatai megszállták Budát, fogságba hurcolták a Szapolyai-párt vezetőit. A szultán Izabellát és csecsemő fiát eltávolította az országból, és nekik adta Erdélyt, amelyet később Fráter György szervezett állammá.